# 梁毗
梁 毗（りょう ひ、527年 - 610年）は、中国の隋の政治家。字は景和、号は长璞。本貫は安定郡烏氏県。

## 経歴
北周の滄兗二州刺史の梁茂の子として生まれた。武帝のとき、明経により登用され、布憲下大夫に累進した。北斉を滅ぼした戦いでは、行軍総管長史をつとめ、并州での勝利に功績があった。別駕に任じられ、儀同三司の位を加えられた。宣政元年（578年）、易陽県子に封じられた。武蔵大夫に転じた。
開皇元年（581年）、隋が建国されると、梁毗の爵位は県侯に進んだ。御史官が置かれると、梁毗は硬骨を買われて治書侍御史に任じられた。まもなく大興県令となり、雍州賛治に転じた。権貴に対しても遠慮会釈をしなかったために憎まれ、西寧州刺史として出され、邯鄲県侯に改封された。西寧州にいること11年、西南の諸民族との関係を良好に保った。文帝に召されて、散騎常侍・大理卿となった。裁判の公正さで知られ、位は上開府に進んだ。
梁毗は楊素が朝政を専断するのを憎み、楊素をしりぞけるよう文帝に進言した。文帝は激怒したが、梁毗が持論を曲げなかったため、罪に問わなかった。楊素はひとたび遠ざけられたが、後にまた文帝に重用されるようになった。
大業2年（606年）、梁毗は刑部尚書に転じた。御史大夫の仕事を兼務して、宇文述が兵士を私用のために使役している件を弾劾した。この事件で煬帝の意志にさからうこととなり、御史大夫の職務は取り上げられて張衡が代わることとなった。大業6年（610年）10月、梁毗は憂憤のうちに死去した。
子に梁敬真があり、大業年間に大理司直となった。

## 伝記資料
- 『隋書』巻62 列伝第27
- 『北史』巻77 列伝第65